# Conflictul turco-PKK

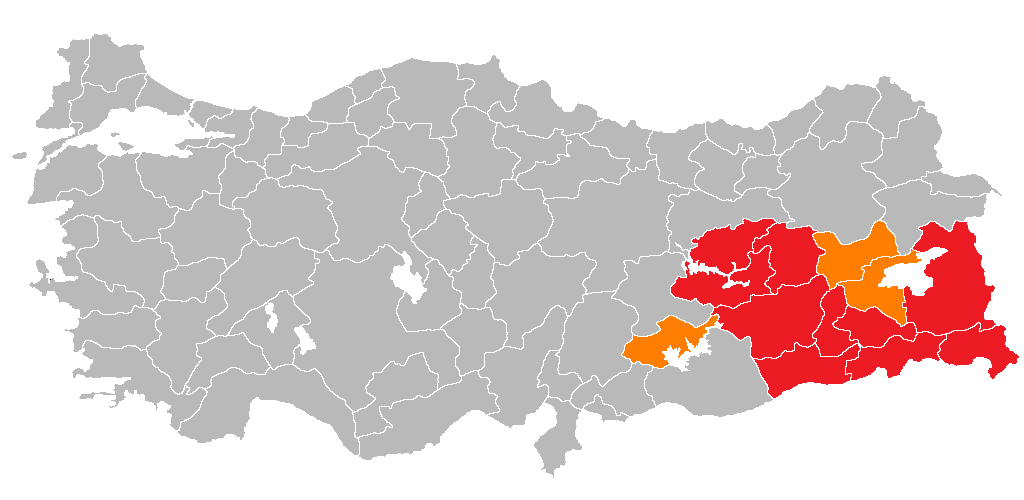
OHAL zonele dn Turcia sub stare de urgență - în roșu, iar provinciile vecine în portocaliu, 1987-2002

Conflictul kurdo-turc  este un conflict armat între Republica Turcia și diferite grupuri de insurgenți kurzi, care cereau separarea de Turcia pentru a crea un Kurdistan independent sau pentru a avea autonomie și drepturi politice și culturale mai mari pentru kurzii din Republica Turcia.  
Principalul grup rebel este Partidul Muncitorilor din Kurdistan  sau PKK (kurdă: Partiya Karkerên Kurdistan).
Deși conflictul kurdo-turc s-a răspândit în multe regiuni,  cea mai mare parte a conflictului a avut loc în Kurdistanul de Nord, care corespunde cu sud-estul Turciei. Prezența PKK în Regiunea Kurdistanului Irakului a determinat forțele armate turce să efectueze frecvente incursiuni la sol și atacuri aeriene și de artilerie în regiune. Influența kurzilor în Rojava a dus la activități similare și acolo. Conflictul a costat economia Turciei aproximativ 300 - 450 miliarde USD  , majoritatea cheltuieli militare. A afectat și turismul în Turcia. 

### Fondarea PKK sub Abdullah Öcalan
Un grup revoluționar, PKK, a fost fondat în 1978 în satul Fis (lângă Lice) de câțiva studenți kurzi conduși de Abdullah Öcalan. Motivul inițial dat de PKK pentru aceasta a fost oprimarea kurzilor din Turcia . Până atunci, folosirea limbii kurde, a portului, a folclorului și a numelor erau interzise în zonele locuite de kurzi. În încercarea de a nega existența lor, guvernul turc i-a catalogat pe kurzi drept „turci de munte” până în 1991.  
Cuvintele „kurzi”, „ Kurdistan ” sau „kurd (adj.)” au fost oficial interzise de guvernul turc. În urma loviturii militare din 1980, limba kurdă a fost interzisă oficial în viața publică și privată. Mulți care au vorbit, au publicat sau au cântat în limba kurdă au fost închiși. PKK a fost format ca parte a unei nemulțumiri tot mai mari față de suprimarea etnicilor kurzi din Turcia, în efortul de a stabili drepturi lingvistice, culturale și politice pentru minoritatea etnică kurdă din Turcia. 
Cu toate acestea, insurgența  la scară mare nu a început decât la 15 august 1984, când PKK a anunțat o revolta kurdă. De la începutul conflictului, peste 40.000 au murit, marea majoritate fiind civili kurzi uciși de forțele armate turce. Curtea Europeană a Drepturilor Omului a condamnat Turcia pentru mii de încălcări ale drepturile omului.                                         
Multe hotărâri sunt legate de execuțiile sistematice ale civililor kurzi: tortura, deplasări forțate, arestări arbitrare, și dispariția sau uciderea unor jurnaliști, activiști și politicieni kurzi. 
Prima insurgență a durat până la 1 septembrie 1999 când PKK a declarat încetarea unilaterală a focului. Conflictul armat a fost reluat ulterior la 1 iunie 2004, când PKK a declarat încetarea încetării focului său . După vara anului 2011, conflictul a devenit din ce în ce mai violent, odată cu reluarea ostilităților la scară largă. 
În 2013, guvernul turc a început discuțiile cu liderul PKK închis, Abdullah Öcalan. În urma negocierilor secrete în principal, statul turc și PKK au instituit o încetare a ostilităților în mare măsură de succes. La 21 martie 2013, Öcalan a anunțat „sfârșitul luptei armate” și încetarea focului urmată de negocieri de pace. 
La 25 iulie 2015, PKK a anulat definitiv încetarea focului din 2013, după un an de tensiune din cauza diverselor evenimente, inclusiv turcii care bombardau pozițiile PKK în Irak, în mijlocul conflictului islamic  Rojava - (2013 - prezent) din Siria. Odată cu reluarea violenței, sute de civili kurzi au fost uciși și au avut loc numeroase încălcări ale drepturilor omului, inclusiv tortura, violul și distrugerea pe scară largă a proprietății.  
Autoritățile turce au distrus părți substanțiale din multe orașe cu majoritate kurdă, printre care Diyarbakır, Șırnak, Mardin, Cizre, Nusaybin și Yüksekova Incetarea focului s-a rupt în vara anului 2015 din cauza tensiunilor politice. 

## Fundal
Rebeliunile kurde împotriva Imperiului Otoman  datează de peste două secole, dar conflictul modern datează din timpul Războiului de Independență al Turciei, care a înființat un stat naționalist turc care a reprimat în mod constant minoritățile din Turcia. Printre evenimentele istorice importante se numără Rebeliunea din Bitlis (1914), Rebeliunea din Koçgiri (1920), rebeliunea din Beytussebab (1924), rebeliunea din Sheikh Said (1925), rebeliunea din Ararat (1930) și Rebeliunea din Dersim (1938). 
Partidul Muncitorilor din Kurdistan (PKK) a fost fondat în 1974 de Abdullah Öcalan. Inițial o organizație marxist-leninistă, a abandonat comunismul ortodox și a adoptat un program de luptă pentru drepturi politice și pentru autonomie culturală mai mare pentru kurzi. Între 1978 și 1980, PKK s-a angajat într-o război urban limitat cu statul turc în acest scop. Organizația s-a restructurat mutându-și structura organizației în Siria între 1980 și 1984, imediat după lovitura de stat turcă din 1980. 
Insurgența rurală a durat între 1984 și 1992.                   PKK și-a schimbat activitățile pentru a include războiul urban între 1993 și 1995 și între 1996 și 1999. Liderul partidului a fost capturat în Kenya la începutul anului 1999, cu sprijinul CIA. După o inițiativă de pace declarată unilateral, în 1999, PKK a reluat conflictul din cauza unei ofensive militare turcești din 2004.  Din 1974 a fost capabil să evolueze, să se adapteze și să treacă printr-o metamorfoză care a devenit principalul factor al supraviețuirii sale. Trecuse treptat de la o mână de studenți politici la o organizație dinamică. 
În urma revoltelor eșuate din 1991 în Irak împotriva lui Saddam Hussein, ONU a stabilit zone fără zbor peste zonele kurde din Irak, oferind acestor zone independența de facto. PKK a fost forțat să se retragă din Liban și Siria ca parte a unui acord între Turcia și Statele Unite. PKK și-a mutat taberele de antrenament în Munții Qandil și, în consecință, Turcia a răspuns cu Operația Steel (1995) și Operation Hammer (1997), în încercarea eșuată de a zdrobi PKK. 
În 1992, colonelul Kemal Yilmaz a declarat că Departamentul special de război (sediul Antigherilei) era încă activ în conflictul cu PKK. Departamentul de Stat al Statelor Unite și-a exprimat îngrijorarea cu privire la implicarea Antigherilei în Raportul său de țară din 1994 privind practicile în domeniul drepturilor omului din Turcia. Unitățile Antigherilă au fost implicate în încălcări grave ale drepturilor omului.
Öcalan a fost capturat în Kenya la 15 februarie 1999, presupunând implicarea agenților CIA cu cooperarea Ambasadei Greciei, rezultând în transferul său către autoritățile turce. După un proces, el a fost condamnat la moarte, dar această sentință a fost comutată pentru închisoare pe tot parcursul vieții, când pedeapsa cu moartea a fost abolită în Turcia în august 2002. 
Odată cu invazia Irakului în 2003, o mare parte din armele irakiene au căzut în mâinile miliției kurde irakiene Peshmerga . Peshmerga a devenit armata de facto a Kurdistanului irakian, iar surse turcești susțin că multe dintre armele sale și-au găsit drumul în mâinile altor grupări kurde, precum PKK și PJAK (un PKK offshoot care operează în Kurdistanul iranian). Acesta a fost pretextul pentru numeroase atacuri turcești asupra regiunii Kurdistanului din Irak. 
În iunie 2007, Turcia a estimat că erau peste 3.000 de luptători PKK în Kurdistanul Irakian.

## Istorie

### Începuturile
În 1977, un grup mic sub conducerea lui Öcalan  a lansat o declarație privind identitatea Kurdă din Turcia. Grupul, care se autointitula Revoluționarii din Kurdistan, includea pe Ali Haydar Kaytan, Cemil Bayik, Haki-o pe Karen și Kemal Pir. Grupul a decis în 1974 pentru să înceapă o campanie pentru drepturile kurzilor. Cemil Bayik a fost trimis la Urfa, Kemal Pir la Mus, Haki-o Karen la Batman, și Ali Haydar Kaytan la Tunceli. Apoi au început să militeze  organizațiile studențești care au vorbit cu muncitorii și fermieri locali despre drepturile kurzilor.
În 1977, a avut loc o adunare pentru a evalua activitățile politice. Adunarea inclus 100 de persoane, din medii diferite și mai mulți reprezentanți de la alte organizații de stânga. În primăvara anului 1977, Abdullah Öcalan a călătorit la Muntele Ararat, Erzurum, Tunceli, Elazig, Antep, și în alte orașe pentru a face publicul conștient de problema kurdă. Această activitate a fost urmată de represalii guvernamentale împotriva organizației. Pe 18 Martie 1977, Haki-o pe Karen a fost asasinat în Antep. În această perioadă, grupul a fost, de asemenea, vizat de către organizația turceascăultranaționalistă, Lupii cenușii ai Partidului Mișcării Naționaliste. Și latifundiarii kurzi erau împotriva grupului kurd, iar uciderea Halil Çavgun, pe 18 Mai 1978, a dus la mari mitinguri kurde în Erzurum, Dersim, Elazig, și Antep.
Congresul de constituire a PKK a avut loc pe 27 noiembrie 1978 în Fis, un sat de lângă orașul Lice. In cadrul acestui congres, 25 de persoane prezente au decis sa inființeze Partidul Muncitorilor din Kurdistan. Statul turc, grupurile turcești de dreapta și niște latifundiari kurzi și-au continuat atacurile asupra grupului. În răspuns, PKK a apelat la membri înarmați pentru a se proteja pe sine, și care s-au implicat în lupta dintre grupurile de stânga și de dreapta din Turcia (1978-1980) de partea stângii; miliția Lupilor Cenușii a ucis 109 persoane și a rănit 176 de kurzi aleviți în orașul Kahramanmaraș, pe 25 decembrie 1978, în ceea ce va deveni cunoscut ca Masacrul de la Maraș Masacru. În vara anului 1979, Öcalan a călătorit în Siria și Liban, unde a avut contacte cu lideri sirieni și libanezi. După lovitura militară de stat din 12 septembrie 1980 și represiunea care a fost lansată împotriva tuturor organizațiilor politice, în care cel puțin 191 de oameni au fost uciși și o jumătate de milion au fost închiși, cele mai multe dintre organizațiile PKK s-au retras în Siria și Liban. Öcalan însuși s-a dus în Siria în septembrie 1980 cu Kemal Pir, Mahsum Korkmaz, în timp ce Delil Dogan a fost trimis să înființeze o organizație în Liban. Unii luptători PKK ar fi luat parte la Războiul din Liban din 1982 de partea siriană.
Cel de-al doilea congres al PKK a fost organizat în Daraa, Siria, între 20 și 25 August 1982. Aici s-a decis că organizația să se întoarcă în Turcia pentru a începe războiul de gherilă pentru crearea unui stat kurd independent. Între timp, au pregătit forțele de gherilă în Siria și Liban. Întretimp, mulți lideri PKK au fost arestați în Turcia și trimiși la închisoarea din Diyarbakir. Închisoarea a devenit centrul multor proteste politice. 
În închisoarea din Diyarbakır, membrul PKK Mazlum Doğan și-a dat foc și a murit pe data de 21 martie 1982 în semn de protest față de tratamentul din închisoare. Ferhat Kurtay, Necmi Önen, Mahmut Zengin și Eșref Anyık i-au urmat exemplul pe 17 Mai. Pe 14 iulie, membrii PKK Kemal Pir, M. Hayri Durmuș, Ali Çiçek și Akif Yılmaz au început tot aici o grevă a foamei . Kemal Pir a murit pe 7 septembrie, M. Hayri Durmuș pe 12, Akif Yılmaz pe data de 15, și Ali Çiçek pe 17. Pe data de 13 aprilie 1984, o grevă a foamei de 75 zile a început în Istanbul. Ca urmare, patru prizonieri, Abdullah Meral, Haydar Bașbağ, Fatih Ökütülmüș, și Hasan Telci au murit.
Pe 25 octombrie 1986, cel de-al treilea Congres a fost organizat în Valea Beqaa, Liban. Lipsa de disciplină, în creștere critica internă și grupuri desprinse în cadrul organizației au fost scapă de sub control. Acest lucru a dus la organizarea a executa unele interne critici, în special ex-membrii care au aderat Tekosin, un rival Marxist–Leninistă organizație. Abdullah Öcalan, liderul organizației, a criticat dur liderii responsabili pentru forțele de gherilă în timpul începutul anilor 1980 și a avertizat altele de o soartă similară, cu pedeapsa cu moartea, dacă se alătură grupurilor rivale sau refuză să se supună ordinelor. În plus, înfrângerile militare și realitatea conflictului armat au fost erodează noțiunile de o mai Mare din Kurdistan, organizație este scopul principal. Cooperarea cu parteneri, regimuri criminale și niște dictatoriprecum Saddam Hussein care le-a dat arme în schimbul de informații privind Partidului Democrat din Kurdistan, de Masoud Barzani timpul genocid al campaniei Anfal, au pătat imaginea organizației. În timpul Congresului, liderii au decis să avanseze luptei armate, creșterea numărului de luptători și se dizolvă HRK, care a fost înlocuit cu Kurdistan Populară Armata de Eliberare (ARGK). Un nou înființată Mahsum Korkmaz Academiei, politică și militară de instruire a academiei, a înlocuit numele de Pîrghie Tabără, și un militar nou proiect de lege a fost aprobat, care a obligat fiecare familie de a trimite pe cineva la forțele de gherilă.
Deciziile care au fost luate în timpul cel de-al treilea Congres transformat PKK de la un Leninist organizației într-o organizație în care Abdullah Öcalan a câștigat toate de putere și statut special, așa-numitele Önderlik (leadership). Unele dintre motivele pentru care Abdullah Öcalan a preluat puterea de la alți lideri, cum ar fi Murat Karayilan, Cemil Bayik și Duran Kalkan, au fost în creștere conflict intern și organizarea incapacitatea de a opri. Potrivit lui Michael Gunter, Abdullah Öcalan, înainte de capturarea puterii, ar fi efectuat o purjare împotriva multor rival membri PKK, torturat și forțat să mărturisească faptul că au fost trădători înainte de-a ordonat să fie executat. Ibrahim Halik, Mehmet Ali Cetiner, Mehmet Rezultat Altinok, Saime Întrebat, Ayten Yildirim și Sabahattin Ali au fost unele dintre victime. Mai târziu, în 2006, Abdullah Öcalan a negat acuzațiile și a declarat în cartea sa că Mahsum Korkmaz, prima comandantul militar suprem al PKK, și Engin Sincer, o mare clasat pe locul comandantului, probabil a murit ca urmare a conflictelor interne și a descris autorii ca "bande". Scurgeri de rapoarte, cu toate acestea, a dezvăluit personalitatea autoritar de Öcalan care a fost suprimat brutal disidență și curățat adversarii de la începutul anilor 1980. Potrivit lui David L. Philips, până la șaizeci de membri ai PKK au fost executate în 1986, inclusiv Mahsum Korkmaz, care crede că a fost ucis pe 28 Martie 1986. Între 1980 și 1990, organizația orientată pe dezertori și asasinat doi dintre ei în Suedia, doi în Olanda, trei în Germania și unul în Danemarca.
În 1990, în timpul cel de-al patrulea Congres, PKK sub presiunea criticilor a decis să pună capăt  serviciului militar forțat. Unii membri ai cerut, de asemenea, încetarea atacurilor asupra civililor ceea ce a dus, potrivit surselor, la reducerea numărului de atacuri împotriva civililor pentru câțiva ani. Organizația încearca să ia în considerare cererile și criticile de la baza de sprijin, ceea ce  a ajutat-o să își crească popularitatea în rândul unor kurzi. Cu toate acestea, în ciuda a o mulțime de schimbări, organizația nu a reușit să pună capăt atacurilor violente asupra civililor și a continuat să folosească terorismul ca una dintre armele sale împotriva guvernului.

### Prima insurgență

#### 1984-1993
PKK a lansat insurgență armată pe 15 August 1984 cu atacuri armate asupra Eruh și Semdinli. În timpul acestor atacuri de 1 jandarmeriei soldat a fost ucis și 7 soldați, 2 polițiști și 3 civili au fost răniți. Acesta a fost urmat de o PKK raid asupra unui post de poliție în Siirt, două zile mai târziu.
La începutul anilor 1990, Președintele Turgut Özal a fost de acord să negocierilor cu PKK, evenimentele din 1991, Războiul din Golf au schimbat unele dintre dinamica geopolitică în regiune. În afară de Özal, el însuși jumătate-Kurd, puțini politicieni turci au fost interesați într-un proces de pace, nici nu a fost mai mult decât o parte din PKK în sine. În februarie 1991, în timpul președinției lui Özal, interdicția de muzică Kurdă a fost anulat. În 1992, cu toate acestea, Turcia, susținută de Statele Unite ale americii și Peshmergas a Partidului Democrat din Kurdistan și a Uniunii Patriotice din Kurdistan, a lansat Operațiunea Nordul Irakului, o operațiune transfrontalieră între 9 octombrie și 1 noiembrie împotriva PKK, folosind mai mult de 300.000 de soldați. Mii de locale Peshmergas, cu sprijinul a mai mult de 20.000 de soldați turci care au trecut granița Irakiană, a încercat de a conduce 10.000 de gherilele PKK din Nordul Irakului. În ciuda pierderi grele, PKK a reușit să-și mențină prezența în Nordul Irakului și un acord de încetare a focului a fost încheiat între PKK și KRG. În 1993, Özal a început să lucreze la planurile de pace cu fostul ministru de finanțe, Adnan Kahveci și pe Comandantul General al Jandarmeriei turce, Eșref Bitlis. Negocierile au dus la un unilaterală și necondiționată de încetare a focului de către PKK pe 17 Martie 1993. Öcalan, a declarat că PKK nu mai vrea o partitie din Turcia, dar și pentru pace, dialog și free acțiune politică în cadrul unui stat democratic pentru Kurzii din Turcia. Cu PKK de încetare a focului declarație în mână, Özal a fost de planificare pentru a propune o mare pro-Kurd pachet de reforme la următoarea ședință a Consiliului Național de Securitate. Moartea președintelui pe data de 17 aprilie a dus la amânarea de la acea întâlnire, și planurile nu au fost niciodată prezentate. O lună mai târziu, un PKK ambuscadă pe 24 Mai 1993 asigurată la sfârșitul procesului de pace. Fosta PKK comandantul Șemdin sakık a menține atacul a fost parte a Doğu Çalıșma Grubumodelului planuri de lovitură de stat. Sub noua Președinție a lui Süleyman Demirel și prim-ministru de Tansu Çiller, la Castelul Plan (pentru a folosi toate mijloacele pentru a rezolva problema Kurdă, folosind violența), care Özal s-a opus, a fost adoptată, și procesul de pace abandonat. Unii jurnaliști și politicieni susțin că Özal moartea lui (ar fi de otravă), împreună cu asasinarea unui număr de politici și militari să-și susțină eforturile de pace, a fost parte a unei operațiuni de lovitură de stat militară în 1993 ca scop oprirea planurile de pace.

#### 1993-1999
Pentru a contracara forța PKK, armata turcă a început o nouă strategie anti-insurgență între 1992 și 1995. Pentru privarea rebelilor de baza logistică de operațiuni și pedepsirea oamenilor de sprijin PKK locali,  militarii turci au efectuat despăduriri în preajma satelor kurde și au distrus peste 3.000 de sate kurde, provocând exodul a cel puțin 2 milioane de refugiați. Cele mai multe dintre aceste sate au fost evacuate, dar au fost și sate arse, bombardate, șterse de pe fața pământului. În timp ce unele sate au fost distruse sau evacuate, mai multe sate au fost aduse de partea guvernului turc, care a oferit salarii locale agricultorilor și păstorilor să se alăture Paznicilor Sătești, pentru a împiedica PKK de a opera în aceste sate, în timp ce satele care au refuzat au fost evacuate de către forțele militare. Aceste tactici au reușit să îi împingă pe rebelii din orașe și sate în munți, deși nu sunt încă adesea lansat represalii pe pro-guvernamentale sate, care a inclus atacuri asupra civililor.
Cu toate acestea, punctul de cotitură al conflictului a venit în 1998 când, după presiunea politică și amenințările militare din Turcia, liderul PKK, Abdullah Öcalan, a fost nevoit să părăsească Siria, unde se afla în exil din septembrie 1980. Mai întâi a plecat în Rusia, apoi în Italia și Grecia. În cele din urmă, el a fost adus la ambasada elenă din Nairobi, Kenya, unde a fost arestat la 15 februarie 1999 la aeroport într-o operațiune comună MİT - CIA și adus în Turcia, ceea ce a dus la proteste majore ale kurzilor din întreaga lume. Trei protestatari kurzi au fost împușcați când au încercat să intre în consulatul israelian din Berlin pentru a protesta presupusa implicare israeliană în capturarea lui Abdullah Öcalan. Deși capturarea lui Öcalan a pus capăt unei a treia încet[ri a focului pe care Öcalan a declarat-o la 1 august 1998, la 1 septembrie 1999  PKK a declarat încetarea unilaterală a focului care va dura până în 2004. 

### Incetarea unilaterală a focului
După încetarea unilaterală a focului pe care PKK a declarat-o în septembrie 1999, forțele lor s-au retras complet din Republica Turcia și au înființat noi baze în Munții Qandil din Irak, iar în februarie 2000 au declarat sfârșitul formal al războiului. După aceasta, PKK a spus că își va schimba strategia în utilizarea metodelor pașnice pentru a-și atinge obiectivele. În aprilie 2002, PKK și-a schimbat numele în KADEK (Congresul pentru libertatea și democrația din Kurdistan), susținând că PKK și-a îndeplinit misiunea și acum va trece la o organizație pur politică. În octombrie 2003, KADEK și-a anunțat dizolvarea și a declarat crearea unei noi organizații: KONGRA-GEL (Congresul Poporului din Kurdistan). 
Ofertele PKK pentru negocieri au fost ignorate de guvernul turc, care susține că KONGRA-GEL a continuat să efectueze atacuri armate în perioada 1999-2004, deși nu la aceeași scară ca înainte de septembrie 1999. De asemenea, ei dau vina pe KONGRA-GEL pentru revoltele kurde care s-au întâmplat în perioada respectivă. PKK susține că s-au apărat doar pentru că militarii turci au lansat aproximativ 700 de raiduri împotriva militanților lor de bază, inclusiv în Irakul de Nord.  
De asemenea, în ciuda încetării focului de către KONGRA-GEL, alte grupuri și-au continuat activitățile armate, de exemplu PȘK, au încercat să folosească încetarea focului pentru a atrage luptători PKK să se alăture organizației lor. Kurdistan Freedom Hawks (TAK) a fost format în această perioadă de comandanții radicali KONGRA-GEL, nemulțumiți de încetarea focului. Perioada de după capturarea lui Öcalan a fost folosită de guvernul turc pentru a lansa operațiuni de represiune majore împotriva Hezbollahului turc (Kurdish Hezbollah), arestând 3.300 de membri Hizbullah în 2000, față de 130 în 1998 și uciderea liderului grupului Hüseyin Velioğlu la 13 ianuarie 2000. În această fază a războiului, cel puțin 145 de persoane au fost ucise în timpul luptei dintre PKK și forțele de securitate. 
După ce Partidul AK a ajuns la putere în 2002, statul turc a început să restrângă restricțiile asupra limbii și culturii kurde. 
Din 2003 până în 2004 a existat o luptă pentru putere în KONGRA-GEL, între o aripă reformistă care dorea ca organizația să se dezarmeze complet și o aripă tradiționalistă care dorea ca organizația să își reia din nou insurgența armată.  
Aripa conservatoare a organizației a câștigat această luptă pentru putere, forțând liderii reformiști precum Kani Yilmaz, Nizamettin Tas și fratele mai mic al lui Abdullah Öcalan, Osman Öcalan, să părăsească organizația. Cei trei mari lideri tradiționaliști, Murat Karayilan, Cemil Bayik și Fehman Huseyin au format noul comitet de conducere al organizației. Noua administrație a decis să repornească insurgența, pentru că au susținut că fără gherile, activitățile politice ale PKK vor rămâne fără succes. Aceasta a apărut în condițiile în care Partidul Democrației Populare pro-kurd (HADEP) a fost interzis de Curtea Supremă a Turciei la 13 martie 2003, iar liderul său, Murat Bolzak, a fost închis. 
În aprilie 2005, KONGRA-GEL a revenit la numele de PKK. Deoarece nu toate elementele KONGRA-GEL s-au raliat, organizația a mai fost denumită Noul PKK. De atunci KONGRA-GEL a devenit Adunarea Legislativă a Koma Civakên Kurdistan, o organizație umbrelă care include PKK și este folosită ca aripa urbană și politică a grupului. Zübeyir Aydar, fost membru DEP, este președintele KONGRA-GEL. 
În anii de încetare a focului 2000-2003, aproximativ 711 persoane au fost ucise, conform guvernului turc. Programul Data Uppsala privind conflictele a dat ca victime în acești ani între 368 și 467 uciși.

### A doua insurgență, 2004–2012

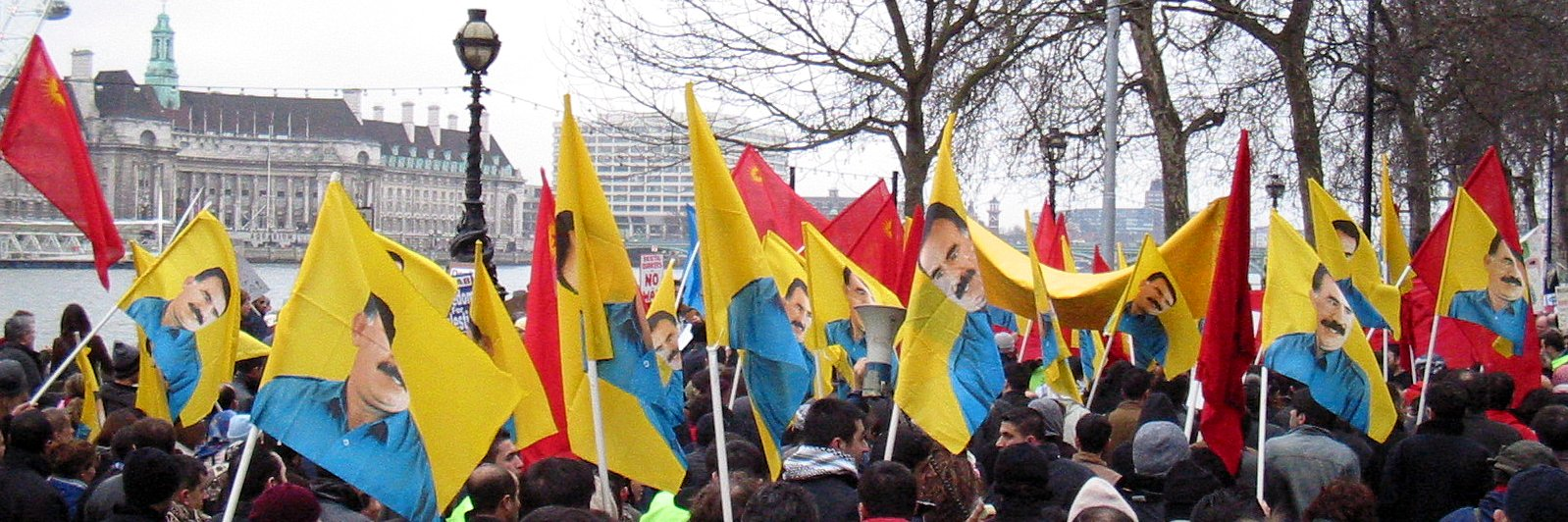
Susținători ai partidului muncitorilor din Kurdistan la Londra, aprilie 2003

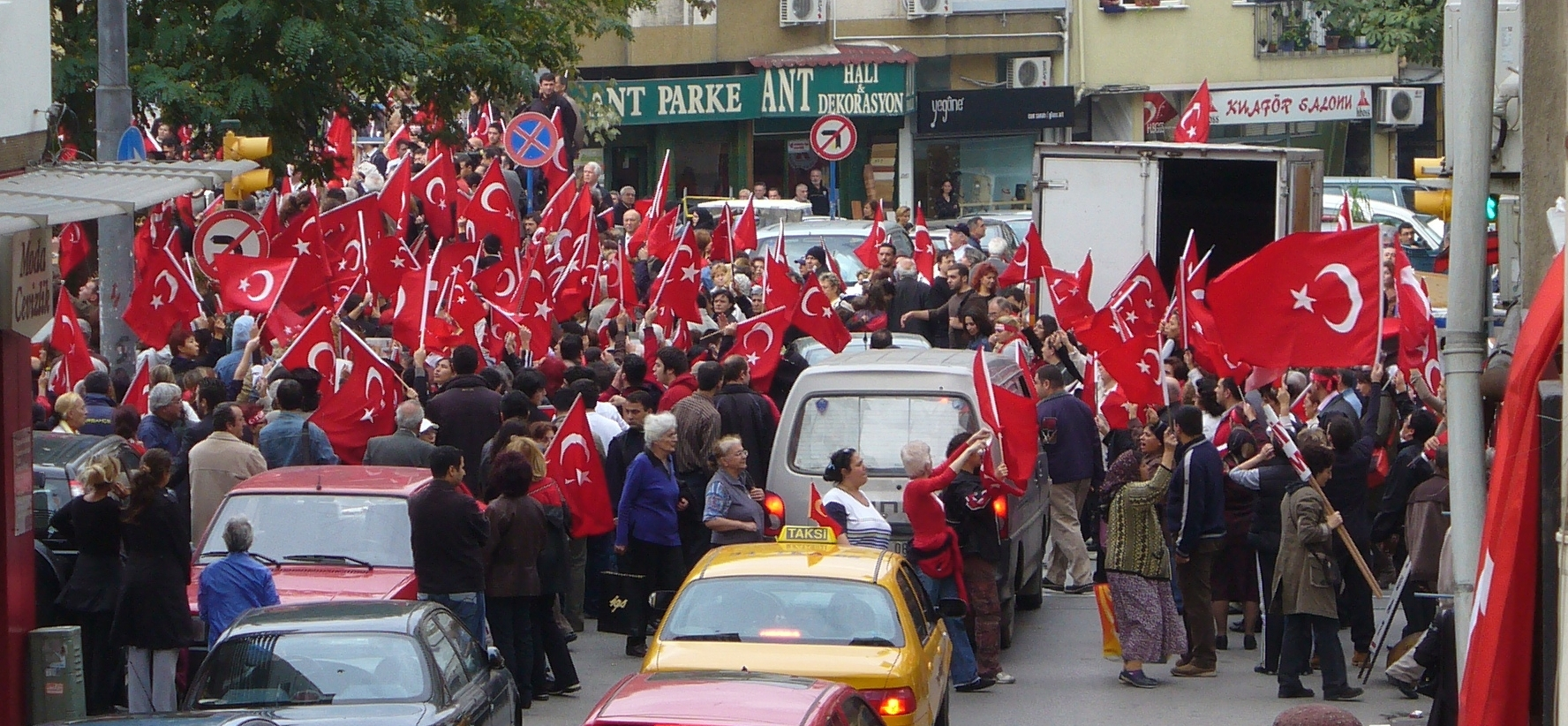
O demonstrație împotriva PKK din Kadıköy, Istanbul, la 22 octombrie 2007

La 1 septembrie 2003, PKK a declarat sfârșitul încetării focului, dar au amânat o nouă insurgență până la mijlocul anului 2004. La 1 iunie 2004, PKK și-a reluat activitățile armate, deoarece susțineau că guvernul turc ignoră apelurile la negocieri și continuă să atace forțele lor . Guvernul a susținut că în aceeași lună aproximativ 2.000 de gherilieri kurzi au intrat în Turcia prin Kurdistanul irakian.  
PKK, lipsit de un sponsor de stat sau de felul de forță de muncă pe care o avea în anii 90, a fost obligat să preia noi tactici. Drept urmare, a redus dimensiunea unităților de teren de la 15-20 de militanți la 6–8 militanți. De asemenea, a evitat confruntările directe și s-a bazat mai mult pe utilizarea de mine, lunetiști și mici ambuscade, folosind tactici de lovire și fugă. O altă schimbare în tactica PKK a fost aceea că organizația nu a mai încercat să controleze niciun teritoriu, nici măcar noaptea. Cu toate acestea, violența a crescut atât în 2004, cât și în 2005, timp în care PKK s-a spus a fi responsabil pentru zeci de atentate în Turcia de Vest pe parcursul anului 2005. Mai ales bombardarea minibusului din Kușadası din 2005, care a ucis 5 persoane și a rănit 14 persoane, deși PKK a negat orice responsabilitate. 
În martie 2006, s-au declanșat lupte grele în jurul localității Diyarbakir între PKK și forțele de securitate turce, precum și revolte mari ale susținătorilor PKK; ca urmare, armata a trebuit să închidă temporar drumurile către aeroportul Diyarbakır și multe școli și afaceri a trebuit să fie închise. În august, Kurdistan Freedom Hawks (TAK), care a promis „transformarea Turciei în iad”, a lansat o campanie majoră  de bombardament. La 25 august, două explozii coordonate de nivel scăzut au vizat o bancă din Adana, pe 27 august o școală din Istanbul a fost vizată de un bombardament, în 28 august au avut loc trei atacuri coordonate la Marmaris și una în Antalya, care viza industria turistică și la 30 august a avut loc un bombardament TAK în Mersin. Aceste atentate au fost condamnate de către PKK, care a declarat cea de-a cincea încetare a focului la 1 octombrie 2006, ceea ce a încetinit intensitatea conflictului. Ciocnirile minore, însă, au continuat în sud-est, din cauza operațiunilor de anti-insurgență turcești. În total, conflictul a costat peste 500 de vieți în 2006. 2006 a văzut, de asemenea PKK asasinând unul dintre foștii lor comandanți, Kani Yilmaz, în februarie, în Irak. 
În mai 2007, a avut loc un bombardament în Ankara, care a ucis 6 persoane și a rănit 12. Guvernul turc a susținut că PKK a fost responsabil pentru bombardament. La 4 iunie, un atentat sinucigaș PKK din Tunceli a ucis șapte soldați și a rănit șase la o bază militară. De asemenea, tensiunile de la granița irakiană au început să crească, întrucât forțele turce au intrat în Irak de mai multe ori în urmărirea luptătorilor PKK, iar în iunie, în timp ce 4 soldați au fost uciși de minele terestre, suprafețe mari ale Kurdistanului irakian au fost afectate, ceea ce a deteriorat 9 sate și a forțat rezidenții să fugă.   La 7 octombrie 2007,  40-50 de luptători PKK au ambuscat o unitate de comandă turcă de 18 bărbați în munții Gabar, ucigând 15 și rănind trei, cel mai ucigaș atac al PKK din anii 1990. Drept răspuns, a fost adoptată o lege care permite armatei turce să ia măsuri pe teritoriul irakian. Urmarea a fost că la 21 octombrie 2007, 150-200 de militanți au atacat un avanpost, în Dağlıca, Yüksekova, condus de un batalion de infanterie din 1950. Avanpostul a fost învins și PKK a ucis 12, a rănit 17 și a capturat 8 soldați turci. S-au retras apoi în Kurdistanul irakian, luând cu ei cei 8 soldați captivi. Armata turcă a susținut că a ucis 32 de luptători PKK în operațiuni de urmărire, cu toate acestea, acest lucru a fost refuzat de către PKK și niciun cadavru al militanților PKK nu a fost produs de armata turcă. Armata turcă a răspuns prin bombardarea bazelor PKK la 24 octombrie și a început pregătirea pentru o operațiune militară transfrontalieră majoră. 
Această ofensivă transfrontalieră principală, numită Operațiunea Sun, a început la 21 februarie 2008 și a fost precedată de o ofensivă aeriană împotriva lagărelor PKK din nordul Irakului, care a început la 16 decembrie 2007.  
Între 3.000 și 10.000 de forțe turce au luat parte la ofensivă.   Potrivit armatei turce, în jur de 230 de luptători PKK au fost uciși în ofensivă la sol, în timp ce 27 de forțe turce au fost ucise. Potrivit PKK, peste 125 de militari turci au fost ucise, în timp ce victime ale PKK au fost în zeci. Operațiunile turcești la scară mai mică împotriva bazelor PKK din Kurdistanul irakian au continuat ulterior.                  La 27 iulie 2008, Turcia a dat vina pe PKK pentru un dublu bombardament din Istanbul, care a ucis 17 și a rănit 154 de persoane. PKK a negat orice implicare.  
La 4 octombrie, cele mai violente confruntări de la ciocnirile din Hakkari din octombrie 2007 au izbucnit în timp ce PKK a atacat noaptea posturile de frontieră Aktutun din Șemdinli, în provincia Hakkâri. 15 soldați turci au fost uciși și 20 răniți, în timp ce 23 de luptători PKK au fost uciși în timpul luptei. La 10 noiembrie, grupul insurgent kurd iranian PJAK a declarat că va opri operațiunile în interiorul Iranului pentru a începe lupta cu armata turcă. 

### Procesul de soluționare
La 28 decembrie 2012, într-un interviu televizat, la întrebarea dacă guvernul are un proiect de rezolvare a problemei, Erdoğan a spus că guvernul a purtat negocieri cu liderul rebel închis Öcalan. Negocierile au fost denumite public inițial Procesul de soluționare (Çözüm Süreci). În timp ce negocierile se desfășurau, au existat numeroase evenimente care au fost considerate ca sabotaje pentru zădărnicirea discuțiilor: asasinarea a trei administratori kurzi PKK la Paris (unul dintre ei este Sakine Cansız), dezvăluirea publică a discuțiilor lui Öcalan cu partidul kurd prin intermediul ziarului Milliyet și, în final, bombardarea Ministerului Justiției din Turcia și a  biroului lui Erdoğan la sediul Partidului Ak din Ankara.                    Cu toate acestea, ambele părți au condamnat vehement toate cele trei evenimente. În sfârșit, la 21 martie 2013, după luni de negocieri cu guvernul turc, scrisoarea lui Abdullah Ocalan către popor a fost citită atât în limba turcă, cât și în kurdă, în timpul sărbătorilor Nowruz din Diyarbakır. Scrisoarea declara încetarea focului care includea dezarmarea și retragerea de pe pământul turcesc și sfârșitul luptei armate. PKK a anunțat că se va supune, precizând că anul 2013 este anul soluției, fie prin război, fie prin pace. Erdoğan a salutat scrisoarea în care a declarat că pași concreți vor urma retragerii PKK. 

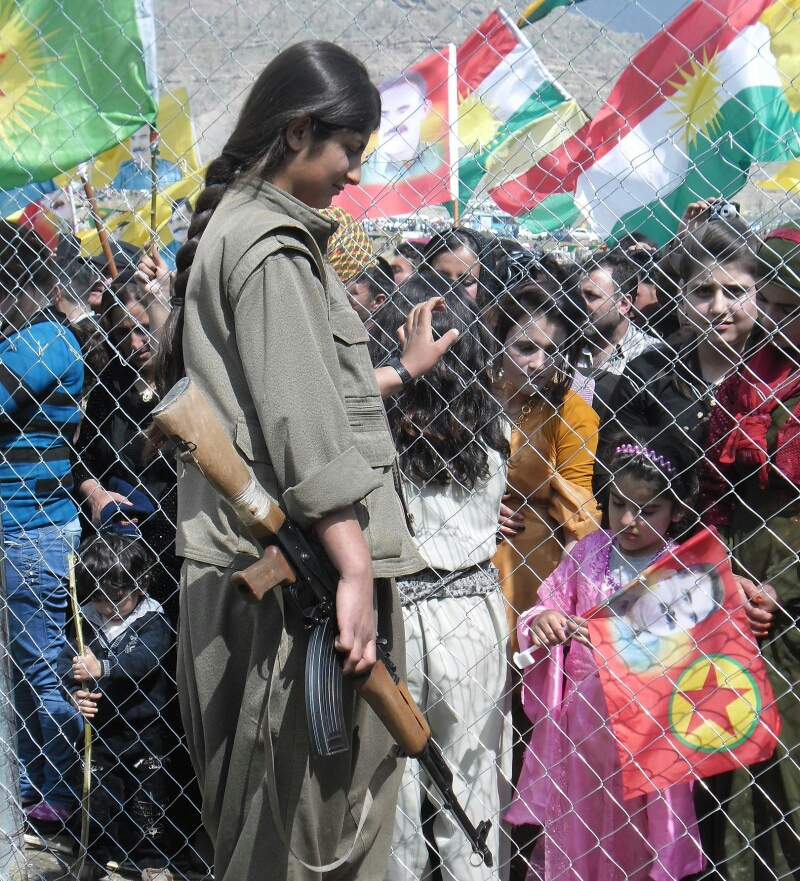
Gheriler kurd PKK la sărbătorirea Newroz din Qandil, 23 martie 2014

### 2015 și în prezent
În iunie 2015, principala miliție kurdă siriană, YPG și principalul partid pro-kurzi al Turciei, HDP, au acuzat Turcia că a permis soldaților Statului Islamic (ISIL) să treacă granița sa și să atace orașul kurd Kobanî din Siria. Conflictul dintre Turcia și PKK s-a accentuat în urma atacului cu bombe din Suruç din 20 iulie 2015 asupra activiștilor progresiști, care a fost revendicat de ISIL. În perioada 24–25 iulie 2015, în operațiunea Martyr Yalçın, Turcia a bombardat presupuse baze PKK în Irak și bazele PYD în regiunea kurdă Rojava din Siria, pretinzând că sunt represalii pentru uciderea a doi polițiști din orașul Ceylanpınar (pe care PKK a negat-o) și să încheie efectiv încetarea focului (după multe luni de tensiuni crescânde).  
Avioanele de război turcești au bombardat și bazele YPG în Siria. 
În ianuarie 2018, militarii turci și armata sa siriană liberă și aliații Legiunii Sham au început o operațiune transfrontalieră în Cantonul Afrin cu majoritate kurdă din Siria de Nord, împotriva Partidului Uniunii Democrate kurd (PYD), în timp ce SUA a sprijinit miliția kurda YPG . În martie 2018, Turcia a lansat operațiuni militare pentru eliminarea luptătorilor kurzi PKK din nordul Irakului. 

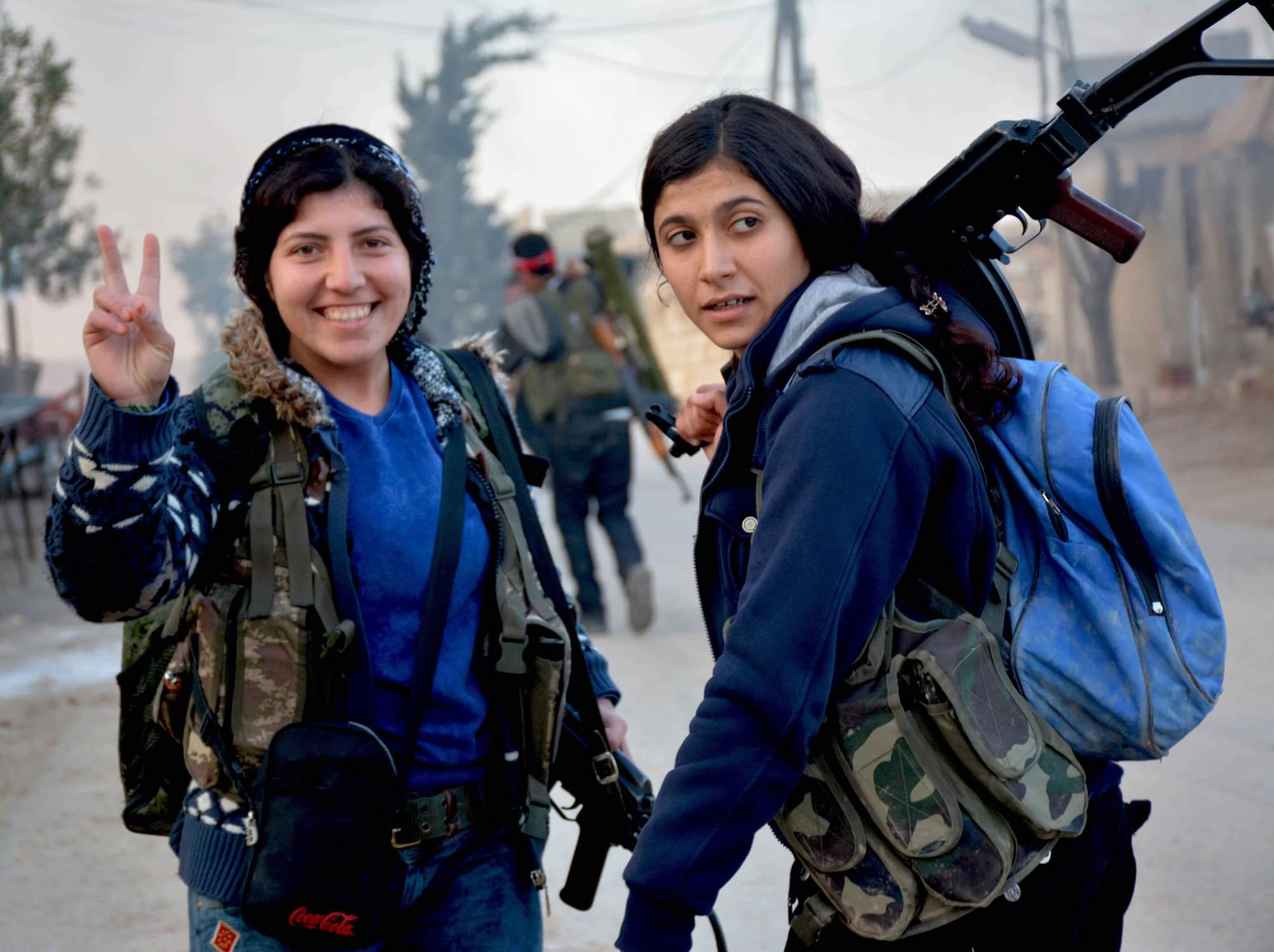
Luptătorii Unităților de Protecție a Femeilor (YPJ) din Regiunea Afrin în timpul operațiunii turcești din 2018

În octombrie 2019, forța turcă a lansat o operațiune împotriva kurzilor sirieni în Siria de Nord, care a fost denumită Operațiunea de primăvară pentru pace. 